# Éric Gourdeau
Pour les articles homonymes, voir Gourdeau.
Éric Gourdeau (Québec, 1924 – Québec, 30 juin 2012) est un ingénieur forestier, économiste et haut fonctionnaire québécois.
Proche de René Lévesque, il a été associé de près à plusieurs réformes de la Révolution tranquille, dont la nationalisation des compagnies d'électricité de 1962 et au développement de relations entre le gouvernement du Québec et les nations autochtones du Nord-du-Québec.

## Biographie
Après un début de carrière comme ingénieur forestier (1951), Éric Gourdeau devient aussi économiste (1955) puis intègre la fonction publique québécoise en 1961 à titre de conseiller du ministre des Richesses naturelles, René Lévesque. En compagnie d'André Marier et de Michel Bélanger, il est impliqué de près dans le projet de prise de contrôle de la Shawinigan Water and Power Company et des autres opérateurs dans le secteur de l'électricité par Hydro-Québec.
De 1964 à 1968, il devient responsable des dossiers nordiques à titre de premier directeur général de la Direction du Nouveau-Québec du gouvernement. C'est à ce titre qu'il développera l'action du gouvernement québécois auprès des communautés amérindiennes et inuites dans la moitié nord du Québec. Dans Attendez que je me rappelle…, son autobiographie publiée en 1986, l'ancien premier ministre du Québec dira de lui qu'il est « l'un des amis les plus fidèles et éclairés des peuples autochtones ».
De 1968 à 1970, il coordonne la première Conférence internationale sur l'éducation transculturelle en régions nordiques, où il collabore avec des économistes, sociologues et éducateurs des pays circumpolaires. Il effectue des visites en Russie, Suède, Norvège, Finlande et assure la liaison avec l'UNESCO. Il quitte le gouvernement en 1970, et à titre d'expert-conseil, il participe à des projets de développement socio-économiques dans le nord du Canada et en Alaska. Au cours de cette période, il dirige également un programme de recherche et enseigne à l'Université du Québec à Montréal et à l'Université Concordia.
Il retourne dans la fonction publique québécoise en février 1977 à titre de sous-ministre associé au Conseil exécutif et dirige à compter de 1978 le Secrétariat des activités gouvernementales en milieu amérindien et inuit (SAGMAI), un poste qu'il occupera jusqu'à son départ en octobre 1986. À titre de sous-ministre, il est notamment responsable, en mars 1985, de l'adoption par l'Assemblée nationale du Québec d'une résolution reconnaissant l'existence de 10 nations autochtones et de la nation inuite au Québec et de leur droit à l'autonomie.
Il a été intronisé chevalier de l'Ordre national du Québec en 1995.
Après son départ définitif de la fonction publique, il retourne à son cabinet d'expert-conseil, qu'il ferme en 2002. Fidèle de René Lévesque et souverainiste depuis le début des années 1970, il préside la Fondation de la Maison René-Lévesque, un organisme de bienfaisance qui a pour mission d'honorer la mémoire de l'ancien journaliste et homme politique dans sa ville natale de New Carlisle, en Gaspésie.